# 색계 과보의 마음
색계 과보의 마음(팔리어: rūpāvacara-vipākacittāni 루-빠-와짜라 위빠-까 찟따-니, 영어: fine-material-sphere resultant consciousness)은 특히 상좌부의 교학과 아비담마 그리고 수행에서 사용하는 용어로, 과거 생의 색계 유익한 마음 5가지에 의해 쌓인 업의 결과로서 현생에서 받는 총체적 과보로서, 색계에 태어난 유정 즉 색계의 천(天)과 함께하는, 무탐 · 무진 · 무치의 3선근을 모두 동반하는 다음 5가지 마음을 말한다. 이 5가지 색계 마음은 초선 · 제2선 · 제3선 · 제4선의 4선 또는 4선정 체계가 아닌 초선 · 제2선 · 제3선 · 제4선 · 제5선의 5선 또는 5선정 체계에 따른 것이다.
1. 일으킨 생각 · 지속적 고찰 · 희열 · 행복 · 집중이 함께하는 초선의 과보의 마음
2. 지속적 고찰 · 희열 · 행복 · 집중이 함께하는 제2선의 과보의 마음
3. 희열 · 행복 · 집중이 함께하는 제3선의 과보의 마음
4. 행복 · 집중이 함께하는 제4선의 과보의 마음
5. 평온 · 집중이 함께하는 제5선의 과보의 마음

위의 각각의 항목에서 '지혜와 함께한다'는 표현이 없지만 욕계에서 색계 초선으로, 즉, 더 상위의 계로 태어나기 위해서는 지혜(인과에 대한 이해와 그 이해에 의거한 노력)가 없이는 불가능하다. 욕계를 제외한 모든 계 즉 색계 · 무색계 · 출세간의 마음은 무탐 · 무진 · 무치의 3선근 모두와 함께한다.
색계 과보의 마음은 다음의 분류 또는 체계에 속한다.
- 욕계 · 색계 · 무색계 · 출세간에 속한 총 89가지 마음 또는 총 121가지 마음
  - 욕계 마음 54가지 一 누적 54가지
  - 색계 마음 15가지 一 누적 69가지
    - 색계 유익한 마음 5가지
    - 색계 과보의 마음 5가지
    - 색계 작용만 하는 마음 5가지

  - 무색계 마음 12가지 一 누적 81가지
  - 출세간의 마음 8가지 또는 40가지 一 누적 89가지 또는 12가지

- 욕계 · 색계 · 무색계 · 출세간에 속한 총 36가지 또는 52가지의 과보의 마음
  - 욕계 마음에 속한 해로운 과보의 마음 7가지 一 누적 7가지
  - 욕계 마음에 속한 원인 없는 유익한 과보의 마음 8가지 一 누적 15가지
  - 욕계 마음에 속한 욕계 과보의 마음 8가지 一 누적 23가지
  - 색계 마음에 속한 색계 과보의 마음 5가지 一 누적 28가지
  - 무색계 마음에 속한 무색계 과보의 마음 4가지 一 누적 32가지
  - 출세간 마음에 속한 출세간의 과보의 마음 4가지 또는 20가지 一 누적 36가지 또는 52가지

## 4선과 5선
4선 체계의 선정과 5선 체계의 선정은 다음과 같이 매치된다.
| 4선 체계                              | 5선 체계    | 심사(尋伺) 분별                                                               | 9지(九地) 분별         | 선천(禪天) 분별 |
| ------------------------------------- | ----------- | ----------------------------------------------------------------------------- | ---------------------- | --------------- |
| 4선의 초선                            | 5선의 초선  | 유심유사삼마지(有尋有伺三摩地) = 유각유관삼매(有覺有觀三昧)                   | 이생희락지(離生喜樂地) | 초선천          |
| 4선의 초선과 제2선 사이에 있는 중간정 | 5선의 제2선 | 무심유사삼마지(無尋唯伺三摩地 = 無尋有伺三摩地 ) = 무각유관삼매(無覺有觀三昧) | 이생희락지(離生喜樂地) | 초선천          |
| 4선의 제2선                           | 5선의 제3선 | 무심무사삼마지(無尋無伺三摩地 ) = 무각무관삼매(無覺無觀三昧)                  | 정생희락지(定生喜樂地) | 제2선천         |
| 4선의 제3선                           | 5선의 제4선 | 무심무사삼마지(無尋無伺三摩地 ) = 무각무관삼매(無覺無觀三昧)                  | 이희묘락지(離喜妙樂地) | 제3선천         |
| 4선의 제4선                           | 5선의 제5선 | 무심무사삼마지(無尋無伺三摩地 ) = 무각무관삼매(無覺無觀三昧)                  | 사념청정지(捨念淸淨地) | 제4선천         |

## 5개와의 관계
탐욕(貪欲) · 진에(瞋恚) · 혼면(惛眠) · 도회(掉悔) · 의(疑)의 5개(五蓋)를 세분하면 욕계 · 색계 · 무색계의 5개로 나뉜다. 이 중에서 진에 즉 진 즉 성냄은 오직 욕계에만 있다. 따라서, 5개는 욕계의 번뇌로서의 5개인 탐욕 · 진에 · 혼면 · 도회 · 의 5가지 번뇌와 색계의 번뇌로서의 5개인 탐욕 · 혼면 · 도회 · 의의 4가지 번뇌와  무색계의 번뇌로서의 5개인 탐욕 · 혼면 · 도회 · 의의 4가지 번뇌로 나뉜다.
색계 과보의 마음, 즉, '색계에 태어나는 유정과 선천적으로 함께하는 마음'은 전생에서 선정력을 개발하여 욕계의 번뇌로서의 5개를 조복(단멸이 아님)한 유정들이 가지는 마음이다. 즉, 현생에서 선정력을 개발하여 초선에 드는 것이 언제나 가능하게 된 상태일 때 다음 생에서 색계 초선천에 태어난다. 그리고 5선의 나머지 4가지 선정은 초선에 든 후 순차적으로 획득된다. 그러므로, 색계 과보의 마음 5가지를 획득하기 위한 최소한의 조건, 즉, 색계에 태어날 수 있는 최소한의 조건이란 초선이 언제나 가능한 상태이다. 즉, 욕계의 번뇌로서의 5개가 언제나 조복되는 상태이다. 이 상태는, 달리 말하면, 초선천이라는 세계와 언제나 상응할 수 있는 마음 상태를 말한다. 말하자면, 우리가 욕계에 있는 이유 또는 욕계에 태어난 이유는 욕계라는 세계와 언제나 상응할 수 있는 마음 상태에 있기 때문이다.
그리고 초선은 호흡 관찰 수행(지식념 · 수식관) · 까시나 명상 · 4념처 · 4무량심 수행 · 간화선 · 염불선 등의 수행을 통해 욕계의 번뇌로서의 5개를 일시적으로 또는 언제나 조복한 상태일 때 그 동일한 수행을 통해 일시적으로 또는 언제나 초선에 들 수 있다. 그리고 사후에 색계 초선천에 태어나는 것은 이들 수행을 통해 욕계의 번뇌로서의 5개를 영원히 조복한 상태일 때, 즉, 초선에 드는 것이 언제나 가능한 상태일 때, 즉, 초선을 성취(획득이 아니라 성취임, 즉, 획득한 것을 상실하지 않는 상태임)한 상태일 때이다. 마찬가지로, 5선의 체계에 의거할 때, 이들 수행을 통해 제2선 · 제3선 · 제4선 · 제5선이 성취된 상태에서 죽었을 때 다음 생에서 그 성취된 선정력과 매치되는 색계 초선천 · 제2선천 · 제3선천 · 제4선천에 태어난다.
한편, 무루의 지혜, 즉, 무분별지의 반야로 욕계의 번뇌로서의 5개를 완전히 단멸(조복이 아님)한 상태가 성문4과 중 제3과인 아나함(불환)의 상태이다. 따라서 아나함은 사후에 색계에 태어나는데, 특히 이들이 태어나는 곳은  4선 또는 5선을 성취했을 뿐 출세간(즉, 여기서는 성문4과 중 제3과)을 성취하지 못한 유정들이 태어나는 곳과는 다른, 훨씬 청정한 곳인 색계의 5정거천이다.

## 같이 보기
- 6도 · 천상도
- 4선천(四禪天)
- 색계 18천(色界十八天)
- 3유
- 25유